# Гюцков
Гюцков (нем. Gützkow) — город в Германии, расположен в земле Мекленбург-Передняя Померания.

## Географическое положение
Гюцков расположен в 14 километрах к югу от Грайфсвальда, в 25 километрах к юго-западу от Вольгаста, в 19 километрах к северо-западу от Анклама и в 4 километрах к северо-востоку от Ярмена.
Вдоль южной границы города протекает река Пеене.

## Название
Гюцков был основан славянами-бодричами. Впервые он упомянут в 1128 году как столица княжества, под латинизированным именем Gozgaugia. Местный князь Мицлав фон Гютцков был вассалом герцога Померании Вартислава I. Последующие упоминания города: 1163 — Gozcowa, 1175 — Gotzchowe, 1207 — Gotzkowe, 1228 — Gutzecowe, 1249 и в дальнейшем — Gützkow. Гюцков входил по преимуществу в состав Бодрии-Мекленбурга.

## Административное деление
Гюцков входит в состав района Восточная Передняя Померания и 1 января 2005 года подчининён управлению Амт Цюссов (нем. Amt Züssow), с штаб-квартирой в Цюссове.
Идентификационный код субъекта самоуправления — 13 0 59 028.
Площадь занимаемая административным образованием Гюцков, составляет 34,36 км².
В настоящее время община подразделяется на 6 районов.
- Бреехен (нем. Breechen)
- Гюцков (нем. Gützkow)
- Гюцков Майерай (нем. Gützkow Meierei)
- Нойендорф (нем. Neuendorf)
- Овштин (нем. Owstin)
- Пентин (нем. Pentin)

## Населённые пункты побратимы
- Бомте в земле Нижняя Саксония
- Новогард в Польше

## Население
По состоянию на 31 декабря 2006 года население города Гюцков составляет 2763 человека.

Средняя плотность населения таким образом равна 80 человек на км².
В пределах районов города, жители распределены следующим образом.
| Гюцков Бреехен Нойендорф Овштин Пентин Гюцков Майерай | 2348 человек 122 человек 100 человек 70 человек 68 человек 55 человек |

## Транспорт
Через Гюцков проходит федеральная дорога 111 (нем. Bundesstraße 111 (B 111)), которая примерно через 2 километра от города вливается в автобан 20 (нем. Bundesautobahn 20 (A 20)).